# Adelometra
Adelometra is een geslacht van haarsterren uit de familie Antedonidae.

## Soorten
- Adelometra angustiradia (Carpenter, 1888)

Niet (meer) geaccepteerde namen
- Adelometra tenuipes A.H. Clark, 1908 geaccepteerd als Caryometra tenuipes (A.H. Clark, 1908)